# 梅河口市
梅河口市为中国吉林省直辖县级市。梅河口市也是吉林省第七大、中国第21大肉类生产大县市，位于吉林省东南部，地处松辽平原与长白山区的过渡地带。 全市幅员2179平方公里， 总人口70万人，城区常住人口42万人，城市建成区面积60平方公里 。市人民政府駐人民大街2008号。

## 行政区划
梅河口市下辖5个街道办事处、16个镇、2个乡、1个民族乡：
新华街道、和平街道、光明街道、解放街道、福民街道、山城镇、红梅镇、海龙镇、新合镇、曙光镇、中和镇、黑山头镇、水道镇、进化镇、一座营镇、康大营镇、牛心顶镇、湾龙镇、杏岭镇、兴华镇、双兴镇、李炉乡、小杨满族朝鲜族乡和吉乐乡。

## 人口
根据第七次人口普查数据，截至2020年11月1日零时，梅河口市常住人口为509336人。

## 交通
- 铁路：沈吉铁路、四梅铁路、梅集铁路：梅河口站
- 公路： 202国道、 303国道过境。

## 历史
1985年2月4日国务院国函[1985]17号决定撤销海龙县，设立地级梅河口市，管辖原通化地区的辉南、柳河2县。1985年8月30日国务院批复梅河口市下设海龙、梅河区。梅河口市党政机构组建后，1985年12月19日国务院国函字[1985]173号批复梅河口市改为县级市，由通化市代管。

## 资源
梅河口矿藏丰富，主要矿产有煤、黄金、硅藻土、油页岩、铁、石墨、石英、矿泉水等17种。
梅河煤田位于红梅镇，北东-南西走向，窄长的向斜构造，走向24km，宽2km，储量1.6亿吨。1966年国家煤炭部交由辽源矿务局开发，建有5对斜井，自东向西为四井、一井、二井、六井、三井，设计产能180万吨。现经技改后确定产能400万吨。建有40km矿区铁路专用线在黑山头站与沈吉铁路接轨。

## 特产
梅河大米：中国地理标志产品。2019年10月，梅河口市被中国粮食协会授予“中国皇粮御米之乡”称号。

## 全国重点文物保护单位
- 中共中央东北局梅河口会议会址[4]